# La Vague (film, 2025)
Pour les articles homonymes, voir La Vague.
Pour plus de détails, voir Fiche technique et Distribution.
La Vague (La ola) est un film musical chilien réalisé par Sebastián Lelio et sortie en 2025.
Il sera présenté en avant-première au festival de Cannes 2025.

## Synopsis
Julia, étudiante en musique, s'engage dans le mouvement féministe de 2018 dans son université au Chili. Le groupe de femmes attire ensemble l'attention sur le harcèlement et les mauvais traitements généralisés dont souffrent nombre de leurs camarades étudiantes. Au milieu des manifestations, Julia danse et chante avec ses amies. Lorsqu'elle trouve le courage de raconter son histoire, elle devient de manière inattendue une figure centrale du mouvement.

## Fiche technique
- Titre français : La Vague[2]
- Titre original espagnol : La ola[3]
- Titre international : The Wave
- Réalisation : Sebastián Lelio
- Scénario : Sebastián Lelio, Josefina Fernández, Manuela Infante et Paloma Salas
- Musique : Matthew Herbert, Camila Moreno, Javiera Parra et Anita Tijoux
- Photographie : Benjamín Echazarreta
- Production : Rocío Jadue, Juan de Dios Larraín, Pablo Larraín et Sebastián Lelio
- Sociétés de production : Fábula
- Format : couleurs
- Pays de production :  Chili
- Langue originale : espagnol
- Genre : film musical
- Durée : minutes
- Dates de sortie : 
  - France : 16 mai 2025 (festival de Cannes)

## Distribution
- Lola Bravo
- Paulina Cortes
- Avril Aurora
- Daniela López: Julia
- Néstor Cantillana
- Amalia Kassai
- Renata González Spralja
- Amparo Noguera
- Florencia Berner
- Enzo Ferrada Rosati
- Thiare Ruz

## Distinctions

### Sélections
- Festival de Cannes 2025 : sélection officielle, Cannes première